# Chusquea subtessellata
Chusquea subtessellata är en gräsart som beskrevs av Albert Spear Hitchcock. Chusquea subtessellata ingår i släktet Chusquea och familjen gräs.
Artens utbredningsområde är Costa Rica. Inga underarter finns listade i Catalogue of Life.